# Кравцова, Ирина Геннадьевна
Ирина Геннадьевна Кравцова (род. 27 января 1960, Ленинград) — русский редактор, издатель и филолог. Главный редактор «Издательства Ивана Лимбаха» (с 2002 года). Лауреат Премии Андрея Белого (2015).

## Биография
Родилась 27 января 1960 года в Ленинграде.
С 1977 по 1987 год (с перерывами) обучалась на русском отделении филологического факультета Ленинградского государственного университета. С 1983 по 1988 год работала сотрудником в литературной секции Ленинградского экскурсионного бюро. В 1988—1989 году была одним из создателей и с 1989 по 1993 год являлась заведующей научно-экспозиционным отделом Музея Анны Ахматовой в Фонтанном доме. В 1993 году работала в редакционно-издательском отделе Российской публичной библиотеки имени М. Е. Салтыкова-Щедрина. С 2002 года — главный редактор «Издательства Ивана Лимбаха».
И. Г. Кравцовой в качестве редактора было подготовлено к печати более двухсот пятидесяти книг, в том числе «Грамматика поэзии» и «Дневники Льва Толстого»Владимира Бибихина, «Риторика повседневности» Елены Рабинович, «Минимы» Леонида Пинского, «Сама жизнь» Натальи Трауберг, двухтомник сочинений Леонида Аронзона, собрание поэтических произведений поэта «Серебряного века» Василия Комаровского (в соавторстве с И Булатовским и А. Устиновым), сборники поэтических произведений Роальда Мандельштама, Сергея Стратоновского, воспоминания об Андрее Белом, сочинения и материалы к биографии Владимира Шилейко, Алексея Ремизова и Алексея Скалдина, собрание сочинений в трёх томах Маргерит Юрсенар, избранные произведения Хосе Лесамы Лимы, сборник переводов польской поэзии Анатолия Гелескула и английской поэзии Григория Кружкова, проза Хаймито фон Додерера, Жоржа Перека, Пера Улова Энквиста, Альфреда Дёблина, Томаса Бернхарда, Ханса Хенни Янна, сборник новых переводов Йохана Хёйзинги.
В 2006 году литературные критики, опрошенные газетой «Культура», назвали «Издательство Ивана Лимбаха» под руководством И. Г. Кравцовой в числе семи лучших издательств России. В 2015 году за издание собраний стихотворений Р. Мандельштама, О. Григорьева, Л. Аронзона, Л. Рубинштейна, трехтомника ленинградской неофициальной прозы «Коллекция», «Истории Клуба-81» Б. Иванова, двухтомника «Свободный философ Пятигорский» Ирине Геннадьевне Кравцовой была присуждена Премия Андрея Белого.

### Избранные издания
- Коллекция. Петербургская проза (ленинградский период). — СПб.: В 3-х тт. (1960-е; 1970-е; 1980-е) / Сост. Б. Иванова, предисл. и посл. А. Арьева, Б. Иванова. 2002—2004.
- Юрсенар, Маргерит Избранные сочинения. В 3-х тт. Изд-во Ивана Лимбаха: 2003—2004:
  - Т. 1: Алексис, или Рассуждение о тщетной борьбе ; Последняя милость ; Неразменный динарий ; Как текучая вода ; Восточные новеллы. — 2003. — 581 с. — ISBN 5-89059-040-5
  - Т. 2: Воспоминания Адриана ; Философский камень ; Новеллы. — 2004. — 670 с. — ISBN 5-89059-041-3
  - Т. 3: Эссе ; С оговоркой ; Мисима, или Врата в Пустоту ; Время, великий ваятель ; Глазами странника и чужестранца ; Обойти тюрьму. — 2004. — 749 с. — ISBN 5-89059-042-1
- Роальд Мандельштам Собрание стихотворений / Сост. Е. Томиной-Мандельштам, Б. Рогинского, ст. и прим. Б. Рогинского. Изд-во Ивана Лимбаха: 2006 г. — 575 с. — ISBN 5-250-01692-8
- Леонид Аронзон Собрание произведений. В 2-х тт. / Сост. и прим. П. Казарновского, И. Кукуя, Вл. Эрля, ст. А. Степанова. СПб.: 2006. — ISBN 978-5-89059-322-1
  - Т. 1: 560 с. — ISBN 978-5-89059-323-8
  - Т. 2: 328 с. — ISBN 978-5-89059-324-5
- Элиот Уайнбергер Бумажные тигры: Избранные эссе / Пер. с англ. А. Драгомощенко, М. Хазина, В. Кучерявкина, Р. Миронова, М. Меклиной и др. Предисл. А. Драгомощенко. 2007. — ISBN 978-5-89059-097-8
- Перек, Жорж Жизнь, способ употребления / Пер. с фр. В. Кислова. СПб.: Изд-во Ивана Лимбаха: 2009. — ISBN 978-5-89059-190-6
- Жирар, Рене Козел отпущения / Пер. с фр. Г. Дашевского, предисл. А. Эткинда. СПб.: Изд-во Ивана Лимбаха: 2010. — ISBN 978-5-89059-131-9
- Дёблин, Альфред Горы моря и гиганты / Пер. с нем. Т. Баскаковой. СПб.: Изд-во Ивана Лимбаха: 2011. — ISBN 978-5-89059-155-5
- Дмитрий Замятин В сердце воздуха. К поискам сокровенных пространств: Эссе. СПб.: Изд-во Ивана Лимбаха: 2011. — 413 с. — ISBN 978-5-89059-158-6
- Гомбрович, Витольд Дневник / Пер. с польск. Ю. Чайникова. 2012. СПб.: Изд-во Ивана Лимбаха: 2012. — 764 с. — ISBN 978-5-89059-174-6
- Лев Рубинштейн Регулярное письмо. СПб.: Изд-во Ивана Лимбаха: 2012. — 194 с. — ISBN 978-5-89059-185-2
- Дефоре, Луи-Рене Ostinato. Стихотворения Самюэля Вуда / Пер. с франц. М. Гринберга. СПб.: Изд-во Ивана Лимбаха: 2013. — 333 с. — ISBN 978-5-89059-196-8
- Янн, Ханс Хенни Река без берегов. В 2-х чч. / Пер. с нем. Т. Баскаковой. СПб.: Изд-во Ивана Лимбаха: 2013; 2015.
  - Ч. 1: Деревянный корабль. — 2013. — 506 с. — ISBN 978-5-89059-197-5
  - Ч. 2:
    - кн. 1: Свидетельство Густава Аниаса Хорна. — 2014. — 899 с. — ISBN 978-5-89059-204-0
    - кн. 2: Свидетельство Густава Аниаса Хорна. — 2015. — 925 с. — ISBN 978-5-89059-231-6
- Кабрера Инфанте, Гильермо Три грустных тигра / Пер. с исп. Д. Синицыной. СПб.: Изд-во Ивана Лимбаха: 2014. — ISBN 978-5-89059-207-1
- Бернанос, Жорж Свобода… для чего? / Пер. с франц. СПб.: Изд-во Ивана Лимбаха: 2014. — 285 с. — ISBN 978-5-89059-208-8
- Полина Барскова Живые картины. СПб.: Изд-во Ивана Лимбаха: 2014. — ISBN 978-5-89059-219-4
- Олег Григорьев Птица в клетке. Стихи и проза / Сост., вступ. ст. М. Яснова. СПб.: Изд-во Ивана Лимбаха: 2015. — 270 с. — ISBN 978-5-89059-237-8
- Борис Иванов История Клуба-81 / Сост. Б. Останина, М. Платовой. СПб.: Изд-во Ивана Лимбаха: 2015. — 496 с. — ISBN 978-5-89059-241-5
- Свободный философ Пятигорский. В 2-х тт. / Сост. К. Кобрина. СПб.: Изд-во Ивана Лимбаха: 2015
  - Т. 1. — 2015. — 316 с. — ISBN 978-5-89059-235-4
  - Т. 2. — 2015. — 490 с. — ISBN 978-5-89059-236-1[2]

## Премии
- Премия Андрея Белого (2015, номинация «Литературные проекты» — «За издание собраний стихотворений Р. Мандельштама, О. Григорьева, Л. Аронзона, Л. Рубинштейна, трехтомника ленинградской неофициальной прозы „Коллекция“, „Истории Клуба-81“ Б. Иванова, двухтомника „Свободный философ Пятигорский“»[1]